# Lucas Hernández
Lucas François Bernard Hernandez (Marsella, 14 de febrero de 1996), más conocido como Lucas Hernández, es un futbolista francés que juega como defensa en el Paris Saint-Germain F. C. de la Ligue 1 de Francia. Es hermano mayor del también futbolista Theo Hernández.

## Trayectoria
Es hijo del también futbolista francés Jean-François Hernández, que jugó más de trescientos partidos entre las ligas francesas y españolas y que también militó un año en el Atlético de Madrid y Rayo Vallecano, donde se retiró en 2002. Lucas nació en Marsella (Francia), cuando su padre era jugador del Olympique de Marsella. En 2007, con once años, Lucas se incorporó a los infantiles del Atlético de Madrid.

### Atlético de Madrid «B»
Debutó con el Club Atlético de Madrid «B» en Segunda División B el 26 de abril de 2014 en la derrota ante la Real Sociedad «B» por cero a uno. Jugó tres partidos más durante esa temporada en la que su equipo evitó el descenso en el partido de promoción. Esa misma temporada ya debutó con el primer equipo y en junio renovó su contrato con el club hasta 2018.

### Atlético de Madrid
El 5 de noviembre de 2014 fue convocado por el entrenador Diego Simeone para un partido contra el Villarreal C. F. de Liga, pero no llegó a ser utilizado en el partido que terminó empate a uno.
Lucas debutó con el Atlético de Madrid el 3 de diciembre de 2014, en el que jugó los noventa minutos en la victoria cero a tres sobre el C. E. L'Hospitalet correspondiente a la ida de los dieciseisavos de final de la Copa del Rey. Nueve días después también lo hizo en Primera División en la victoria por uno a cuatro ante el Athletic Club. Lucas saltó al campo en el minuto 88 después de la lesión de Siqueira.
En el verano de 2015, en la pretemporada 2015-16 Hernández amplió su contrato hasta 2019, y se incorporó definitivamente al primer equipo. Su primera aparición en la Liga de Campeones de la UEFA fue el 15 de marzo de 2016, sustituyendo al lesionado Diego Godín en el tiempo extra de los octavos de final contra el PSV Eindhoven (0-0 después de 120 minutos, 8-7 a favor de los colchoneros en los penaltis). En su primera temporada, se proclamó subcampeón de la Champions League, tras perder la final en la tanda de penaltis ante el Real Madrid. En mayo de 2017, firmó un nuevo contrato con el club madrileño que lo vincula a este hasta 2022.

### Bayern de Múnich y París
El 27 de marzo de 2019 el Bayern de Múnich hizo oficial que pagaba su cláusula de rescisión de 80 millones de euros, por lo que Lucas formaría parte de la plantilla del equipo alemán a partir de la temporada 2019-20. En cuatro años disputó 107 encuentros en los que anotó dos goles, además de conquistar varios títulos como la Liga de Campeones de la UEFA o la 1. Bundesliga, este último en cuatro ocasiones.
El 9 de julio de 2023 se hizo oficial su marcha al Paris Saint-Germain F. C. con un contrato por cinco temporadas. Según la prensa se unió al club parisino en un traspaso por cincuenta millones de euros.

## Selección nacional

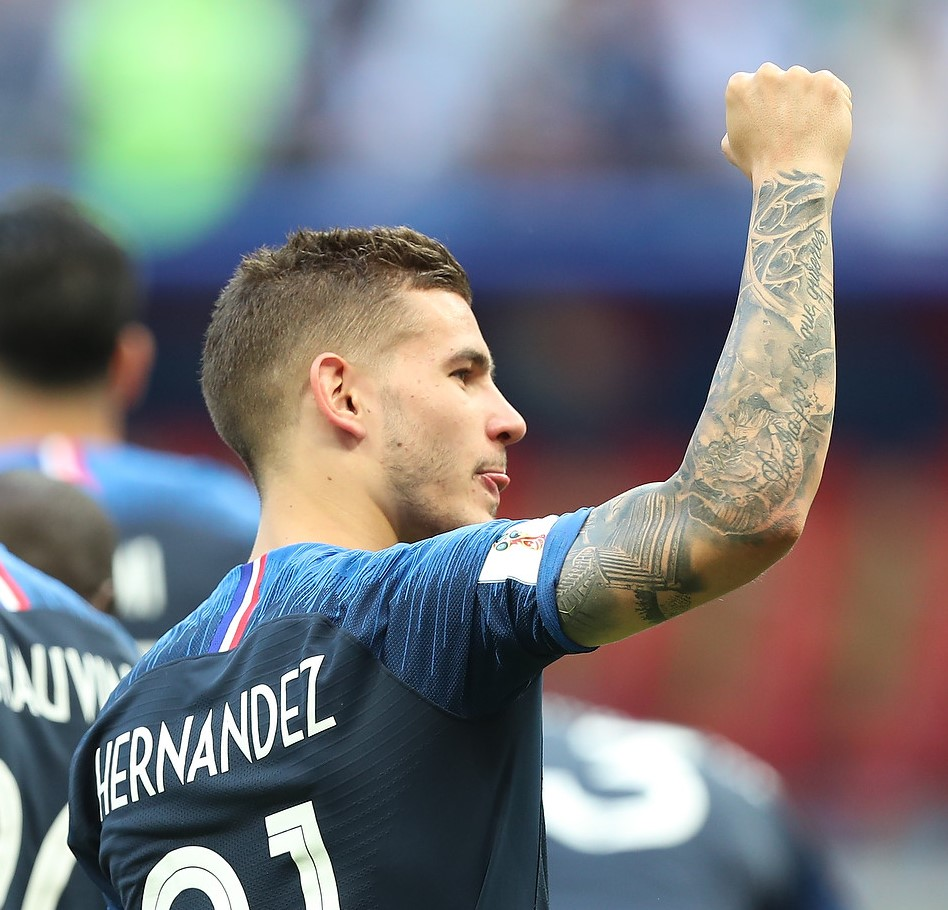
Hernández jugando con en la Copa Mundial de Fútbol de 2018.

### Categorías inferiores
Lucas hizo su primera aparición internacional con Francia el 6 de marzo de 2012 jugando los noventa minutos con la selección sub-16 en el empate a uno en un amistoso contra Italia en Coverciano. En 2014 también debutó con el equipo sub-18 y con el sub-19.

### Selección absoluta
El 14 de marzo de 2018 el seleccionador galo Didier Deschamps anunció la convocatoria del central del Atlético de Madrid para dos partidos amistosos ante Colombia y Rusia. Ha aceptado jugar con Francia, su país de origen. Debuta por primera vez con la selección francesa a los setenta minutos del segundo tiempo sustituyendo a Lucas Digne en el partido amistoso contra Colombia que terminó con el resultado a favor de Colombia por 2 a 3. y contra la selección rusa en donde jugó los noventa minutos en los que ganó el conjunto galo por 3 a 1 en condición de visitante.
El 17 de mayo de 2018 el seleccionador Didier Deschamps lo incluyó en la lista de veintitrés para el Mundial y el 15 de julio se proclamó campeón del mundo al derrotar en la final por 4 a 2 a Croacia. Cuatro años después acudió a una nueva cita mundialista. En esta edición sufrió una rotura de ligamento en el primer partido ante Australia que le hizo perderse todo lo que quedaba de torneo.

#### Participaciones en Copas del Mundo
| Mundial           | Sede  | Resultado  | Partidos | Goles |
| ----------------- | ----- | ---------- | -------- | ----- |
| Copa Mundial 2018 | Rusia | Campeón    | 7        | 0     |
| Copa Mundial 2022 | Catar | Subcampeón | 1        | 0     |

## Estadísticas

### Clubes
- Actualizado al último partido disputado el 17 de agosto de 2025.[19]

| Club                              | Div.          | Temporada     | Liga  | Liga  | Copas nacionales | Copas nacionales | Torneos internacionales | Torneos internacionales | Total | Total | Media goleadora |
| Club                              | Div.          | Temporada     | Part. | Goles | Part.            | Goles            | Part.                   | Goles                   | Part. | Goles | Media goleadora |
| --------------------------------- | ------------- | ------------- | ----- | ----- | ---------------- | ---------------- | ----------------------- | ----------------------- | ----- | ----- | --------------- |
| Atlético de Madrid "B" · España   | 2.ª B         | 2013-14       | 4     | 0     | —                | —                | —                       | —                       | 4     | 0     | 0               |
| Atlético de Madrid "B" · España   | 2.ª B         | 2014-15       | 17    | 1     | —                | —                | —                       | —                       | 17    | 1     | 0.06            |
| Atlético de Madrid "B" · España   | Total club    | Total club    | 21    | 1     | —                | —                | —                       | —                       | 21    | 1     | 0.05            |
| Atlético de Madrid · España       | 1.ª           | 2014-15       | 1     | 0     | 3                | 0                | 0                       | 0                       | 4     | 0     | 0               |
| Atlético de Madrid · España       | 1.ª           | 2015-16       | 10    | 0     | 2                | 0                | 4                       | 0                       | 16    | 0     | 0               |
| Atlético de Madrid · España       | 1.ª           | 2016-17       | 15    | 0     | 5                | 0                | 4                       | 0                       | 24    | 0     | 0               |
| Atlético de Madrid · España       | 1.ª           | 2017-18       | 27    | 0     | 6                | 0                | 11                      | 0                       | 44    | 0     | 0               |
| Atlético de Madrid · España       | 1.ª           | 2018-19       | 14    | 1     | 2                | 0                | 6                       | 0                       | 22    | 1     | 0.05            |
| Atlético de Madrid · España       | Total club    | Total club    | 67    | 1     | 18               | 0                | 25                      | 0                       | 110   | 1     | 0.01            |
| Bayern de Múnich · Alemania       | 1.ª           | 2019-20       | 19    | 0     | 3                | 0                | 3                       | 0                       | 25    | 0     | 0               |
| Bayern de Múnich · Alemania       | 1.ª           | 2020-21       | 23    | 0     | 2                | 0                | 12                      | 1                       | 37    | 1     | 0.03            |
| Bayern de Múnich · Alemania       | 1.ª           | 2021-22       | 25    | 0     | 1                | 0                | 8                       | 0                       | 34    | 0     | 0               |
| Bayern de Múnich · Alemania       | 1.ª           | 2022-23       | 7     | 0     | 2                | 0                | 2                       | 1                       | 11    | 1     | 0.09            |
| Bayern de Múnich · Alemania       | Total club    | Total club    | 74    | 0     | 8                | 0                | 25                      | 2                       | 107   | 2     | 0.02            |
| Paris Saint-Germain F. C. Francia | 1.ª           | 2023-24       | 27    | 1     | 3                | 0                | 11                      | 1                       | 41    | 2     | 0.05            |
| Paris Saint-Germain F. C. Francia | 1.ª           | 2024-25       | 16    | 0     | 4                | 0                | 9                       | 0                       | 29    | 0     | 0               |
| Paris Saint-Germain F. C. Francia | 1.ª           | 2025-26       | 1     | 0     | 0                | 0                | 0                       | 0                       | 1     | 0     | 0               |
| Paris Saint-Germain F. C. Francia | Total club    | Total club    | 44    | 1     | 7                | 0                | 20                      | 1                       | 71    | 2     | 0.03            |
| Total carrera                     | Total carrera | Total carrera | 206   | 3     | 33               | 0                | 70                      | 3                       | 309   | 6     | 0.02            |
| 1. 2.                             |               |               |       |       |                  |                  |                         |                         |       |       |                 |

## Palmarés

### Títulos nacionales
| Título                | Club                | País     | Año     |
| --------------------- | ------------------- | -------- | ------- |
| 1. Bundesliga         | Bayern de Múnich    | Alemania | 2019-20 |
| Copa de Alemania      | Bayern de Múnich    | Alemania | 2019-20 |
| Supercopa de Alemania | Bayern de Múnich    | Alemania | 2020    |
| 1. Bundesliga         | Bayern de Múnich    | Alemania | 2020-21 |
| Supercopa de Alemania | Bayern de Múnich    | Alemania | 2021    |
| 1. Bundesliga         | Bayern de Múnich    | Alemania | 2021-22 |
| Supercopa de Alemania | Bayern de Múnich    | Alemania | 2022    |
| 1. Bundesliga         | Bayern de Múnich    | Alemania | 2022-23 |
| Supercopa de Francia  | Paris Saint-Germain | Francia  | 2023    |
| Ligue 1               | Paris Saint-Germain | Francia  | 2023-24 |
| Copa de Francia       | Paris Saint-Germain | Francia  | 2023-24 |
| Supercopa de Francia  | Paris Saint-Germain | Francia  | 2024    |
| Ligue 1               | Paris Saint-Germain | Francia  | 2024-25 |
| Copa de Francia       | Paris Saint-Germain | Francia  | 2024-25 |

### Títulos internacionales
| Título                       | Club (*)            | Sede     | Año     |
| ---------------------------- | ------------------- | -------- | ------- |
| Liga Europa de la UEFA       | Atlético de Madrid  | Lyon     | 2017-18 |
| Supercopa de la UEFA         | Atlético de Madrid  | Tallin   | 2018    |
| Copa Mundial de Fútbol       | Francia             | Rusia    | 2018    |
| Liga de Campeones de la UEFA | Bayern de Múnich    | Lisboa   | 2019-20 |
| Supercopa de la UEFA         | Bayern de Múnich    | Budapest | 2020    |
| Copa Mundial de Clubes       | Bayern de Múnich    | Catar    | 2020    |
| Liga de Naciones de la UEFA  | Francia             | Italia   | 2020-21 |
| Liga de Campeones de la UEFA | Paris Saint-Germain | Múnich   | 2024-25 |
| Supercopa de la UEFA         | Paris Saint-Germain | Údine    | 2025    |

(*) Incluyendo la selección.

### Condecoraciones
| Distinción                      | Año  |
| ------------------------------- | ---- |
| Caballero de la Legión de Honor | 2019 |

## Vida privada
La Fiscalía pidió un año de prisión para Lucas Hernández por quebrantar la condena que se le impuso el 27 de febrero de 2017 el Juzgado de lo Penal 35 de Madrid, que le castigó a cumplir 31 días de trabajos en beneficios de la comunidad y a seis meses de alejamiento a más de 500 metros de su pareja, Amelia de la Ossa Lorente, por el enfrentamiento que ambos protagonizaron en plena calle durante la madrugada del 2 de febrero del mismo año. El 13 de octubre de 2021 un tribunal español lo condenó a seis meses de prisión por violar una orden de restricción derivada de su arresto en 2017.